# 塞納河岸區

塞納河岸區

塞納河岸區（法語：Front de Seine）是法國首都巴黎的一個地區。塞納河岸區在行政區劃上屬於巴黎15區，位於埃菲爾鐵塔以南，是巴黎少數擁有高層建築的地區。

Front de Seine, 2021

## 外部連結
- Front-de-Seine （Emporis）
- Front-de-Seine （Structurae）

48°51′3.87″N 2°17′7.61″E / 48.8510750°N 2.2854472°E